# Zorro

Zorro alakja az 1957-es televíziós sorozatban

Zorro, eredetileg señor Zorro (jelentése ’róka’ spanyolul) kitalált személy, Johnston McCulley író fantáziájában született 1919-ben. McCulley az All-Story Weekly magazinnak írt folytatásos regényeket. McCulley számára Zorro alakjának megalkotásánál fontos mintául szolgált Orczy Emma Vörös Pimpernel-je. 

## Története
A regények nagybirtokos fiának, Don Diego de la Vegának kalandjait beszélték el, aki a titokzatos Zorro álarca mögé rejtőzve sikerrel vívja egyszemélyes harcát Alta California vaskezű kormányzója és a spanyol uralom ellen. Nappal az elkényeztetett, gazdag és gyáva Don Diego volt, éjjel fekete ruhában, álarcban, rettenthetetlen hősként harcolt a hatalom kegyetlenkedései ellen. Kettős személyiségéről környezete, sőt közvetlen családtagjai sem tudtak. Éjszakánként tűnt fel,  pirkadatkor már nyomát sem találták. Egy suhintás az acélpengével, egy nagy Z betű egy falon, egy bútoron vagy az áldozat homlokán, ebből már mindenki tudta, hogy Zorro járt itt. Zorro oltalmazta a gyengéket és kiszolgáltatottakat, és bosszút állt az elszenvedett igazságtalanságokért, visszaadta az elnyomott kaliforniaiaknak szabadságukat.

## Megfilmesítések
A folytatásos regénynek átütő sikere volt. Az első filmváltozat már 1920-ban elkészült Douglas Fairbanks főszereplésével, ezzel Diego Vega, alias Zorro elindult a világhír felé. Az azóta eltelt időben igen sok feldolgozás készült a történet alapján. Az egyik legismertebb Tyrone Power 1940-es filmje és Guy Williams 1957 és 1961 között készült televíziós sorozata, a Walt Disney-sorozatban. Ezzel a sorozattal vált valóban világhírűvé és legendássá a hős, ekkoriban tetőzött Zorro népszerűsége. Mindhárom színész – saját személyiségének megfelelően – más-más egyéniséget adott Zorrónak. 
A történet feldolgozásai a tévésorozat után is folytatódtak, sőt egyre több új változat készült, olykor akár egy éven belül is. Az 1970-es évek egyik legismertebb változatában Alain Delon alakította Zorrót, Stanley Baker az ellenfelét, a gonosz Huerta ezredest. Ennek a filmnek az érdekessége, hogy a történetet Kalifornia helyett Kolumbiába helyezte, Don Diego pedig látszólag az ezredes markában lévő, minden hatalom nélküli kormányzó volt. Az 1990-es évek legismertebb változatában Anthony Hopkins alakította a megöregedett eredeti Zorrót, Antonio Banderas az érte bosszút álló utódot. 
A feldolgozások során sok új szereplővel gazdagodott a történet. Megjelent El Rey, az okos és hűséges ló, Bernardo, a még hűségesebb néma szolga, valamint vígjátéki figuraként a kövér, falánk, ügyetlen Garcia őrmester. A történet is mind bonyolultabb lett, ahogy a korszellem éppen megkívánta: Zorro harcolt például a kozákok ellen is, akiket a cár küldött, hogy megakadályozza Kaliforniának az unióhoz való csatlakozását, vagyis az Egyesült Államok megerősödését.

## Filmek
- Zorro jele (The Mark of Zorro) (1920), amerikai kalandfilm, Fred Niblo filmje
- Kard és szerelem (The Mark of Zorro) (1940), amerikai játékfilm, Rouben Mamoulian filmje
- Zorro fekete köpenye (Zorro's Black Whip) (1944), amerikai kalandfilm
- Zorro jele (The Sign of Zorro) (1958), amerikai kalandfilm, Lewis R. Foster filmje
- A fekete Zorro (Zorro, the Avenger) (1959), Charles Barton filmje
- Zorro a kalandor (La Venganza del Zorro) (1962), spanyol kalandfilm
- Zorro a spanyol udvarban (Zorro alla corte di Spagna) (1962), olasz játékfilm
- Zorro és a három muskétás (Zorro e i tre moschettieri) (1963), olasz kalandfilm
- Zorro, a fekete lovas (Il Segno del coyote) (1964), olasz-spanyol kalandfilm
- Zorro és az elveszett város (Zorro il ribelle) (1966), olasz kalandfilm
- Zorro, a musztángok ura (El Zorro justiciero) (1969), spanyol-olasz western
- Zorro, a navarrai őrgróf (Zorro marchese di Navarra) (1969), olasz kalandfilm
- Zorro, a kéjlovas (Zorro Amorous Campaign) (1972), francia erotikus film
- Zorro újabb kalandjai (The Mark of Zorro) (1974), amerikai kalandfilm, Don McDougall filmje
- Zorro (Zorro) (1975), olasz-francia kalandfilm, Duccio Tessari filmje Alain Delon főszereplésével
- Zorro jele (Le marque de Zorro) (1975), francia kalandfilm, Jesús Franco filmje
- Z, mint Zorro (Ah sí… e io lo dico a Zorro) (1976), olasz kalandfilm, Franco Lo Cascio filmje
- Zorro, a penge (Zorro, the Gay Blade) (1981), Peter Medak vígjátéka
- Zorro álarca (The Mask of Zorro) (1998), amerikai kalandfilm, Martin Campbell filmje
- Zorro elképesztő kalandja (The Amazing Zorro) (2002), amerikai animációs film
- Zorro legendája (The Legend of Zorro) (2005), amerikai kalandfilm, Martin Campbell filmje

## Televíziós sorozatok
- Zorro (Zorro), 1957-es Walt Disney televíziós sorozat
- Zorro legújabb kalandjai (The New Adventures of Zorro), 1981-es rajzfilmsorozat
- Zorro (The Legend of Zorro), 1990-es televíziós sorozat
- Zorro legendája (Kaikecu Zorro), 1996-os japán animesorozat
- Zorro – a jövő harcosa (Zorro: Generation Z – The Animated Series), 2006-os amerikai rajzfilmsorozat
- Zorro (Zorro: La Espada y la Rosa), 2007-es kolumbiai televíziós sorozat
- Zorro (Zorro), 2009-es Fülöp-szigeteki televíziós sorozat
- Zorro (Zorro: The Chronicles), 2014-es francia animációs sorozat